# تاتيانا غوليكوفا
تاتيانا غوليكوفا (بالروسية: Татьяна Алексеевна Голикова) (ولدت في 9 فبراير 1966 في مايتشي) هي اقتصادية روسية. تخرجت من معهد بليخانوف للاقتصاد الوطني في تخصص اقتصاديات العمل عام 1987. شغلت منصب وزيرة للصحة والتنمية الاجتماعية في روسيا من عام 2007 إلى عام 2012. وفي سنة 2013 عينت رئيس غرفة الحسابات في روسيا.

## حياته المهنية
غوليكوفا هي عملت كخبيرة اقتصادية في مصلحة الميزانية العامة للدولة في وزارة المالية خلال الفترة من 1990 إلى 1992. ثم شغلت منصب كبير الاقتصاديين في مصلحة الموازنة العامة للدولة في وزارة المالية 1992-1995 وكانت آنذاك نائب رئيس قسم الموازنة العامة للدولة في وزارة المالية من عام 1995 إلى عام 1998. وفي الفترة من أبريل إلى أغسطس 1998 شغلت منصب رئيس مصلحة الموازنة العامة للدولة في وزارة المالية، قبل أن تصبح رئيسا لقسم سياسة الميزانية من أغسطس 1998 وحتى يوليو 1999. وكانت نائب وزير المالية من يوليو 1999 إلى 2002، ونائب وزير المالية الأولى من عام 2002 إلى عام 2004. وكانت نائب وزير المالية من عام 2004 إلى سبتمبر 2007.

### تقلدها للوزارة
عينت غوليكوفا وزيرة الصحة والتنمية الاجتماعية في سبتمبر 2007، بناء على طلب من ديمتري ميدفيديف. كان عليها مسؤولية إضافية من خلال منصب آخر هو نائب رئيس دائرة مكافحة المخدرات الاتحادية (FSKN).
في عام 2012 استقالت من منصبها.

## الحياة الخاصة
هي متزوجة من لفيكتور خريستنكو وهو وزير للصناعة والتجارة. تزوجا في عام 2003. وحصلت على لقب «آنسة الميزانية». وقد حصلت على جوائز مختلفة بما في ذلك، من أجل «خدمتها للوطن الأم» من الدرجة الثانية عام 2001، «وجائزة من أجل خدمتها إلى الوطن الأم» من الدرجة الأولى عام 2004، ووسام الشرف في فبراير 2006 ووسام الصداقة في نوفمبر 2006.